# Álvaro Ibáñez Bringas
Álvaro Ibáñez Bringas (Valencia, 25 de mayo de 1995) es un esgrimista de origen español especializado en el arma de la espada y tirador de la Sala de Armas de Valencia. Entra a formar parte de la selección española de esgrima desde el año 2013, cosechando éxitos en las categorías cadete, júnior, sub-23 y absoluta. Actualmente es miembro del Equipo Nacional Absoluto. En el 2017 destacó por obtener en un mismo año el Campeonato de Europa Sub-23 Equipos, Campeonato de España Sub-23, Universitario, Absoluto individual y Absoluto por equipos clasificando a la Sala de Armas de Valencia (SAV-VA) para la Cope d'Europe de clubes en Heidenheim.

## Palmarés
- Oro campeonato de España cadete 2011
- 6º Campeonato del Mundo Cadete espada masculina, Moscú, Rusia, 2012
- Plata Copa del Mundo Cadete espada masculina equipos, Chalons, Francia, 2012
- Bronce Campeonato de Europa Cadete espada masculina equipos, Klagenfurt, Austria, 2012.
- Bronce Campeonato del Mundo Júnior espada masculina equipos, Porec, Croacia, 2013
- 5º Campeonato del Mundo Júnior espada masculina, Porec, Croacia, 2013
- Bronce, Campeonato de Europa espada masculina júnior equipos, Jerusalén, Israel, 2014.
- Plata, Campeonato del Mundo espada masculina júnior equipos, Plodvid, Bulgaria, 2014.
- Oro, Campeonato de Europa U-23 espada masculina equipos, Minsk, Bielorrusia, 2017
- Oro campeonato de España sub-23 Torrejón 2017
- Oro campeonato de España ABS Individual 2017
- Oro campeonato de España ABS Equipos 2017